# 鮮榮
鮮榮 （1438年—1497年），字居仁，四川成都府資縣人，民籍，治《詩經》，年四十一歲中式成化十四年戊戌科第三甲第一百七十六名進士。十月初十日生，行一，曾祖鮮文質；祖鮮瑞；父鮮志聰；母汪氏。慈侍下，妻劉氏，繼妻嚴氏；。由國子生中式四川鄉試第五十五名舉人，會試中式第十四名。